# NGC 3116
NGC 3116 (również PGC 29383) – galaktyka eliptyczna (E), znajdująca się w gwiazdozbiorze Małego Lwa. Odkrył ją Johann Palisa 10 marca 1886 roku.